# Шоле (баскетбольный клуб)
«Шоле́» или «Шоле́ Баскет»(фр. Cholet Basket) — французский баскетбольный клуб из одноименного города. Был основан в 1975 году. Победитель чемпионата Франции (2010).
С 2018 года клуб «Шоле» тренирует турецкий специалист Эрман Кюнтер, который уже возглавлял команду в 2003—2004 и 2006—2012 годах.

## О клубе
В турнирах клуб начал выступать с сезона 1987–88, когда команда с названием «Шоле» дебютировала в первом французском дивизионе. Команде понадобилось 12 лет, чтобы выйти в высший дивизион. С этого момента команда является неизменным участником высшего дивизиона, известна своей системой подготовки юношей. После победы в национальном кубке 1999 года, команда автоматически попала в Евролигу, где выступила неудачно, одержав всего три победы в 16 матчах. В сезоне 2004–05 десять из двенадцати игроков основной команды пришли из молодёжной. Наиболее известные игроки, дебютировавшие в «Шоле» — это Антуан Ригодо, Джим Бильба и Микаэль Желабаль.
В сезоне 2008–09 команда добралась до финала Кубка вызова, однако уступила итальянскому «Виртусу» со счётом 75–77.
В 2010 году команда финишировала на первом месте в регулярном сезоне в сезоне 2009–10 чемпионата Франции и завоевала чемпионский титул, обыграв в финале плей-офф «Ле-Ман» со счётом 81–65. Благодаря титулу, клуб смог автоматически попасть с розыгрыш Евролиги 2010–11. «Шоле» прекратил выступления в первом раунде (4 победы, 6 поражений, 5-е место в группе). «Шоле» удалось обыграть на тот момент идущий без поражений «Фенербахче» со счётом 82–78. В составе клуба на тот момент выступали такие игроки как Рэндал Фолкер, Сэмюэль Мехия, Микаэль Желабаль и Кевин Серафин.
Затем результаты команды ухудшались. В последующих сезонах команда не смогла пробиться даже в зону плей-офф. Сезон 2012–13 клуб закончил на 10-м месте (15 побед и 15 поражений), в сезоне 2013–14 стал уже 13-м, остановившись в двух позициях от вылета. За сезон 2014-15 команда одержала 13 побед при 21 поражении и также не попала в плей-офф. Следующий сезон стал еще менее удачным — 11 побед и 23 поражения, итоговое 15-е место.
Несколько улучшилась ситуация в сезоне 2016-17 годов, «Шале» одержал 14 побед при 20 поражениях и занял 11-е место в чемпионате Франции. Однако аналогичных показателей (14—20) в сезоне 2016-17 хватило только для 15- го места. В сезоне 2018-19 по бюджету клуб находится на 15-м месте (около 4 млн.евро), после 15 сыгранных матчей находится на 16-м месте (4—11).

## Молодёжная команда
«Шоле» или «Шоле Баскет» известна своими молодёжными сборными. Так, на постоянной основе существуют две юношеские команды (U-18) и (U-21), подготовившие целый ряд игроков для основной команды и сборной Франции.

## Достижения
- Чемпион Франции: 2010
- Кубок Франции: 1998, 1999
- Кубок вызова ФИБА: Финалист 2009

## Сезоны
| Сезон   | Лига  | Уровень | Рег. чемп. | Плей-Офф | Еврокубки         |
| ------- | ----- | ------- | ---------- | -------- | ----------------- |
| 2012-13 | Про А | 1       | 10         | -        | Гр.этап Еврокубка |

## Известные воспитанники и игроки
- Антуан Ригодо — серебряный призёр Олимпиады-2000 (воспитанник клуба)
- Джим Бильба — серебряный призёр Олимпиады-2000 (воспитанник клуба)
- Микаэль Желабаль (воспитанник клуба)
- Нандо де Коло (воспитанник клуба)
- Кевин Серафин (воспитанник клуба)
- Родриг Бобуа
- Артурас Карнишовас — двукратный призёр Олимпийских игр (1992 и 1996)
- Джон Амечи